# Fensuccimide
La fensuccimide è una molecola appartenente alla classe delle succinimmidi, composti ad azione anticonvulsivante usati nella terapia dell'epilessia.

## Sintesi
La fensuccimide viene sintetizzata facendo reagire l'acido fenilsuccinico o l'anidride fenilsuccinica con la metilammina.